# Зоран Панчић
Зоран Панчић (Нови Сад, 25. септембар 1953) бивши je веслачки репрезентативац СФР Југославије и члан ВК Данубијус из Новог Сада.
Највише се такмичио у дисциплини дубл скул (M2x) у којој је и постигао најзначајније резултате. Био је вишеструки првак Југославије и Балкана. У почетку је веслао у пару да Дарком Мајсторовићем који је био старији од њега 8 година. Заједно су учествовали на Светском првенствима 1975. у Нотингему где су заузели 10 место. Учествовали су и на Летњим олимпијским играма 1976. у Монтреалу где су били девети.
На Светском првенству 1978. у Хамилтону био је осми, а веслао је са Драганом Обрадовићем.
После промене партнера веслао је са својим вршњаком Милорадом Стануловим на Олимпијским играма 1980. и постигао највећи успех у каријери освојивши сребрну олимпијску медаљу. Четири године касније у Лос Анђелесу освојили су треће место и бронзану медаљу.
У међувремену је заједно са Стануловим, Гораном Нускреном и Душаном Јуршеом учествовао у трци четвераца скул (M4x) на Светском првенству 1981. у Минхену и био 11.
Године 1982. поново се враћа дубл скулу у пару са Миланом Арежином на Светском првенству у Луцерну где стижу само до 10 места.